# Prix du Syndicat français de la critique de cinéma et des films de télévision
Pour les articles homonymes, voir Prix de la critique.
 (février 2024).
Les prix du Syndicat français de la critique de cinéma et des films de télévision sont des récompenses décernées depuis 1946 par le syndicat homonyme. Les prix récompensent le cinéma dans différents domaines.
La section la plus ancienne est celle des « prix cinéma » récompensant les films. À cela s’ajoute en 1958 la section littéraire qui récompense les meilleurs livres sur le cinéma. Et depuis 2005, sont jugées les meilleures éditions vidéos ainsi que les œuvres télévisuelles.
Les prix du meilleur film français et étranger sont soumis aux votes de tous les membres du syndicat, actuellement au nombre de deux cent cinquante environ.
Les autres prix sont chacun décernés par un jury composé souvent de cinq membres, renouvelables annuellement et choisis par le conseil d'administration du syndicat. Un système d'annonce de finalistes est mis en place pour 2017.
La cérémonie gagne en notoriété et s'est déroulée récemment au théâtre du Rond-Point et à la Cinémathèque française,.

## Prix cinéma
Les prix récompensent les meilleurs films selon plusieurs critères.

### Meilleur film français
Le prix du meilleur film français du Syndicat français de la critique de cinéma récompense le meilleur film français ou la meilleure coproduction majoritairement française depuis 1946. La récompense s'intitulait « prix Méliès »jusqu'aux années 2000.

### Meilleur premier film français

#### Années 2000
- 2000 : Ressources humaines de Laurent Cantet
- 2001 : De l'histoire ancienne d'Orso Miret
- 2002 : Se souvenir des belles choses de Zabou Breitman
- 2003 : Depuis qu'Otar est parti… de Julie Bertuccelli
- 2004 : Brodeuses d'Éléonore Faucher
- 2005 : La Petite Jérusalem de Karin Albou
- 2006 : Le Pressentiment de Jean-Pierre Darroussin
- 2007 : Persepolis de Marjane Satrapi et Vincent Paronnaud
- 2008 : Elle s'appelle Sabine de Sandrine Bonnaire
- 2009 : Adieu Gary de Nassim Amaouche

#### Années 2010
- 2010 : Belle Épine de Rebecca Zlotowski
- 2011 : Angèle et Tony d'Alix Delaporte
- 2012 : Louise Wimmer de Cyril Mennegun
- 2013 : Les Garçons et Guillaume, à table ! de Guillaume Gallienne
- 2014 : Les Combattants de Thomas Cailley
- 2015 : Ni le ciel ni la terre de Clément Cogitore
- 2016 : Diamant noir d'Arthur Harari
- 2017 : Grave de Julia Ducournau
- 2018 : Jusqu'à la garde de Xavier Legrand
- 2019 : L'Époque de Matthieu Bareyre

#### Années 2020
- 2020 : Josep d'Aurel
- 2021 : Sous le ciel d'Alice de Chloé Mazlo
- 2022 : Bruno Reidal, confession d'un meurtrier de Vincent Le Port
- 2023 : Le Ravissement d'Iris Kaltenbäck
- 2024 : Niki de Céline Sallette

### Film singulier francophone
Ce prix récompense un film francophone qui a été coproduit majoritairement en France et est considéré comme particulier.

#### Années 2000
- 2008 : Je veux voir de Joana Hadjithomas et Khalil Joreige
- 2009 : L'Autre de Patrick Mario Bernard et Pierre Trividic

#### Années 2010
- 2010 : Tournée de Mathieu Amalric
- 2011 : Carré blanc de Jean-Baptiste Léonetti
- 2012 : Bovines d'Emmanuel Gras
- 2013 : Mon âme par toi guérie de François Dupeyron
- 2014 : Bird People de Pascale Ferran
- 2015 : Le Dos rouge d'Antoine Barraud
- 2016 : La Forêt de Quinconces de Grégoire Leprince-Ringuet
- 2017 : Va, Toto ! de Pierre Creton
- 2018 : Guy d'Alex Lutz
- 2019 : Thalasso de Guillaume Nicloux

#### Années 2020
- 2020 : Adoration de Fabrice du Welz
- 2021 : Il n'y aura plus de nuit d'Éléonore Weber
- 2022 : Pacifiction : Tourment sur les Îles d'Albert Serra
- 2023 : De Humani Corporis Fabrica de Lucien Castaing-Taylor et Véréna Paravel
- 2024 : L'Homme d'argile d'Anaïs Tellenne

### Meilleur court métrage
Ce prix récompense depuis 1973 le meilleur court métrage (d’une durée de moins de soixante minutes selon le CNC). La récompense s'intitulait précédemment « prix Novaïs-Texeira ».

### Meilleur film étranger
Ce prix récompense depuis 1967 le meilleur film étranger. La récompense s'intitulait prix Léon Moussinac jusqu'aux années 2000.

### Meilleur premier film étranger

#### Années 2010
- 2014 : Leçons d'harmonie (Асланның сабақтары) de Emir Baigazin •  Kazakhstan /  Allemagne
- 2015 : Titli, une chronique indienne (Titli) de Kanu Behl •  Inde
- 2016 : Dogs (Câini) de Bogdan Mirica •  Roumanie
- 2017 : I Am Not a Witch de Rungano Nyoni •  Royaume-Uni /  France
- 2018 : Girl de Lukas Dhont •  Belgique
- 2019 : An Elephant Sitting Still de Hu Bo •  Chine

#### Années 2020
- 2020 : Séjour dans les monts Fuchun de  Gu Xiaogang •  Chine
- 2021 : Freda de Gessica Généus •  Haïti
- 2022 : Joyland de Saim Sadiq •  Pakistan
- 2023 : Chili 1976 de Manuela Martelli •  Chili
- 2024 : Smoke Sauna Sisterhood d'Anna Hints •  Estonie

## Prix littéraire
Créé en 1958, ce prix récompense les meilleurs livres consacrés au cinéma, mêmes traduits de l'étranger (essais, mémoires, entretiens, albums, etc.). La récompense s'intitulait « prix Armand-Tallier » jusqu'en 1977.

## Prix DVD / Blu-ray
Depuis 2005, le syndicat récompense les meilleures éditions de DVD et de Blu-ray, selon les contenus et présentations de la part des éditeurs. Les prix concernent les films français et étrangers, édités en France. Les années indiqués sont celles de la sortie de l'édition vidéo.

### Meilleur DVD / Blu-ray récent
Ce prix s’intitulait meilleur DVD unitaire de 2007 à 2012. Il récompense la meilleure édition d'un film récent. Le créneau d'éligibilité se base sur l'édition vidéo et pas sur la sortie en salles.
- 2007 : Le Labyrinthe de Pan (en espagnol : El laberinto del fauno) • Wild Side Films
- 2008 : Cinéastes à tout prix • Images
- 2009 : Hunger • MK2
- 2010 : Un prophète • UGC
- 2011 : Mystères de Lisbonne (en portugais : Mistérios de Lisboa) • Alfama
- 2012 : Take Shelter • Ad Vitam

Depuis 2013 : prit le nom de meilleur DVD/Bluray récent et intègre les Bluray.
- 2013 : Blancanieves • France Télévisions Distribution / Rezo Films
- 2014 : L'Extravagant Voyage du jeune et prodigieux T. S. Spivet • Gaumont
- 2015 : Un pigeon perché sur une branche philosophait sur l'existence (en suédois : En duva satt på en gren och funderade på tillvaron) • Blaq Out
- 2016 : La Tortue rouge • Wild Side Films
- 2017 : Poesía sin fin • Blaq Out
- 2018 : L'Insulte • Diaphana Distribution
- 2019 : Bergman, mode d'emploi • Carlotta Films
- 2020 : Parasite - Coffret Collector • The Jokers

### Meilleur DVD / Blu-ray patrimoine
Ce prix récompense la meilleure édition d'un film ancien.
- 2007 : Blade Runner • Warner Bros.
- 2008 : Les Révoltés de l'an 2000 (en espagnol : ¿Quién puede matar a un niño?) • Wild Side Video
- 2009 : Les Vacances de monsieur Hulot • Les Films de mon Oncle
- 2010 : Menace dans la nuit (en anglais : He Ran All the Way) • Wild Side Video
- 2011 : Le Chagrin et la Pitié • Gaumont
- 2012 : La Nuit du chasseur (en anglais : The Night of the Hunter) • Wild Side Video
- 2013 : Fanny et Alexandre (en suédois : Fanny och Alexander) • Gaumont
- 2014 : Les Croix de bois • Pathé
- 2015 : Lumière ! Le cinématographe 1895-1905 • Institut Lumière / France Télévisions Distribution
- 2016 : Le Grand Chantage (Sweet Smell of Success) • Wild Side Films
- 2017 : J'accuse • Gaumont
- 2018 : Memories of Murder • La Rabbia
- 2019 : Ragtime • Arte
- 2020 : Soy Cuba • Potemkine Films

### Meilleur coffret
Ce prix récompense le meilleur coffret contenant plusieurs films. Les liens renvoient aux cinéastes.
- 2005 : Cléo de 5 à 7 et Daguerréotypes • Ciné-Tamaris
- 2006 : Michael Powell • Institut Lumière
- 2007 : Douglas Sirk • Carlotta
- 2008 : Michel Deville • Gaumont
- 2009 : Nikita Mikhalkov  • agnès b. / Potemkine
- 2010 : Frank Borzage • Carlotta
- 2011 : Alan Clarke • agnès b. / Potemkine
- 2012 : Tout(e) Varda • Arte / Ciné-Tamaris
- 2013 : Éric Rohmer • agnès b. / Potemkine
- 2014 : Jean Epstein • agnès b. / Potemkine / La cinémathèque française
- 2015 : Werner Herzog  • agnès b. / Potemkine
- 2016 : Frederick Wiseman, volume 3 • Blaq Out
- 2017 : Alfred Hitchcock, les années Selznick • Carlotta
- 2018 : Jean Vigo L'intégrale - Coffret Prestige • Gaumont
- 2019 : Collection make my day • STUDIOCANAL
- 2020 : Collection Malavida Collector • Malavida Editions

### Prix curiosité
Ce prix récompense la meilleure édition d'un film ou d'un ensemble marginal.
- 2013 : Love Exposure (愛のむきだし, Ai no mukidashi) • Metropolitan Filmexport / HK Vidéo
- 2014 : Massacre à la tronçonneuse (The Texas Chain Saw Massacre) • TF1 Vidéo
- 2015 : Kenneth Anger : The Magick Lantern Cycle • agnès b. / Potemkine
- 2016 : La Vie est à nous, Le Temps des cerises et autres films du front populaire • Ciné-Archives
- 2017 : Le Complexe de Frankenstein • Carlotta

### Anciens prix
Meilleur DVD unitaire
En 2005 et 2006, c'était la seule catégorie récompensant les DVD. En 2007, lors de la création de la catégorie des films patrimoines, la catégorie conserve l'intitulé mais ne récompense que les sorties récentes.
- 2005 : La Règle du jeu • Montparnasse
- 2006 : Phantom of the Paradise • Opening
  - Mention spéciale : Don Giovanni • Gaumont

Meilleur Blu-ray
Les Blu-ray étaient jugés à part avant d'être inclus dans les autres catégories à partir de 2013.
- 2011 : Apocalypse Now • Pathé
- 2012 : Melancholia • Agnès b. / Potemkine

## Prix télévision
Depuis 2005, le syndicat récompense les fictions et documentaires, auxquels s'ajoutent les séries françaises depuis 2011. La chaîne indiquée est celle de la diffusion initiale.

### Meilleure fiction

#### Années 2000
- 2005 : Nuit noire 17 octobre 1961 d'Alain Tasma • Canal +
- 2006 : Jusqu'au bout de Maurice Failevic • France 3
- 2007 : L'Affaire Villemin de Raoul Peck • France 3
- 2008 : Maman est folle de Jean-Pierre Améris • France 3
- 2009 : La Journée de la jupe de Jean-Paul Lilienfeld • Arte
  - Un prix de l'audace fut remis à Tirez sur le caviste de Emmanuelle Bercot • France 2

#### Années 2010
- 2010 : Pigalle, la nuit de Hervé Hadmar • Canal +
- 2011 : Fracture d'Alain Tasma • France 2
- 2012 : Une vie française de Jean-Pierre Sinapi • France 2
- 2013 : Le Grand Georges de François Marthouret • France 3
- 2014 : Le Chant des sirènes de Laurent Herbiet • France 2
- 2015 : Les Trois Sœurs de Valeria Bruni Tedeschi • Arte
- 2016 : Le Passe-muraille de Dante Desarthe • Arte
- 2017 : Un ciel radieux de Nicolas Boukhrief • Arte
- 2018 : Un homme est mort d'Olivier Cossu • Arte
- 2019 : La Maladroite d'Eléonore Faucher • France 3

#### Années 2020
- 2020 : Claire Andrieux d'Olivier Jahan • Arte
- 2021 : Doutes de François Hanss • Arte
- 2022 : Clèves de Rodolphe Tissot • Arte
- 2023 : Sages-Femmes de Léa Fehner • Arte
- 2024 : À la joie de Jérôme Bonnell • Arte

### Meilleur documentaire

#### Années 2000
- 2005 : Chroniques de la violence ordinaire de Christophe Nick • France 2
- 2006 : Paul dans sa vie de Rémi Mauger • France 3
- 2007 : (ex æquo)
  - Chirac le jeune loup : le vieux lion de Patrick Rotman • France 2
  - La Forteresse assiégée de Gérard Mordillat • Arte
- 2008 : Elle s'appelle Sabine de Sandrine Bonnaire • France 3
- 2009 : L'enfer de Matignon de Philippe Kholy • France 5

#### Années 2010
- 2010 : La mise à mort du travail de Jean-Robert Viallet • France 2
- 2011 : Françafrique de Patrick Benquet • France 2
- 2012 : Non remis
- 2013 : Il est minuit, Paris s'éveille d'Yves Jeuland • Arte
- 2014 : Hélène Berr, Une jeune fille dans Paris occupé de Jérôme Prieur • France 2
- 2015 : (ex æquo)
  - Les Garçons de Rollin de Claude Ventura • France 3
  - Les Aventuriers de l'art moderne d'Amélie Harrault, Pauline Gaillard et Valérie Loiseleux • Arte
- 2016 : Nous, Ouvriers de Claire Feinstein et Gilles Perez • France 3
- 2017 : Un Français nommé Gabin d'Yves Jeuland et François Aymé • France 3
- 2018 : Histoires d'une nation de Françoise Davisse et Carl Aderhold • France 2
- 2019 : Delphine et Carole, insoumuses de Callisto Mc Nulty • Arte

#### Années 2020
- 2020 : Petite fille de Sébastien Lifshitz • Arte
- 2021 : Vivre dans l'Allemagne en guerre de Jérôme Prieur • France 5
- 2022 : Sauvons les enfants ! de Catherine Bernstein • France 3
- 2023 : Viva Varda ! de Pierre-Henri Gibert • Arte
- 2024 : J'ai tiré sur Andy Warhol - "Scum Manifesto" d'Ovidie • Arte

### Meilleure série

#### Années 2010
- 2011 : Mystères de Lisbonne de Raoul Ruiz • Arte
- 2012 : Non remis
- 2013 : Les Revenants de Fabrice Gobert et Frédéric Mermoud • Canal +
- 2014 : 3 x Manon de Jean-Xavier de Lestrade • Arte
- 2015 : Le Bureau des légendes de Éric Rochant • Canal +
- 2016 : Le Bureau des légendes de Éric Rochant • Canal +
- 2017 : Manon 20 ans de Jean-Xavier de Lestrade • Arte
- 2018 : Hippocrate de Thomas Lilti • Canal +
- 2019 : Les Sauvages de Rebecca Zlotowski • Canal +

#### Années 2020
- 2020 : Possessions de Thomas Vincent • Canal +
- 2021 : Nona et ses filles de Valérie Donzelli • Arte
- 2022 : Le monde de demain de Katell Quillévéré, Hélier Cisterne, Vincent Poymiro et David Elkaïm • Arte
- 2023 : Sambre de Jean-Xavier de Lestrade • France Télévisions
- 2024 : Enjoy ! de Lionel Meta • France Télévisions